# きぬ川館本店
きぬ川館本店（きぬがわかんほんてん）は、かつて栃木県日光市（当時の塩谷郡藤原町）に存在したホテル。1942年（昭和17年）、開業。1999年（平成11年）6月に経営破綻した。建物は廃墟となっている。

## 歴史

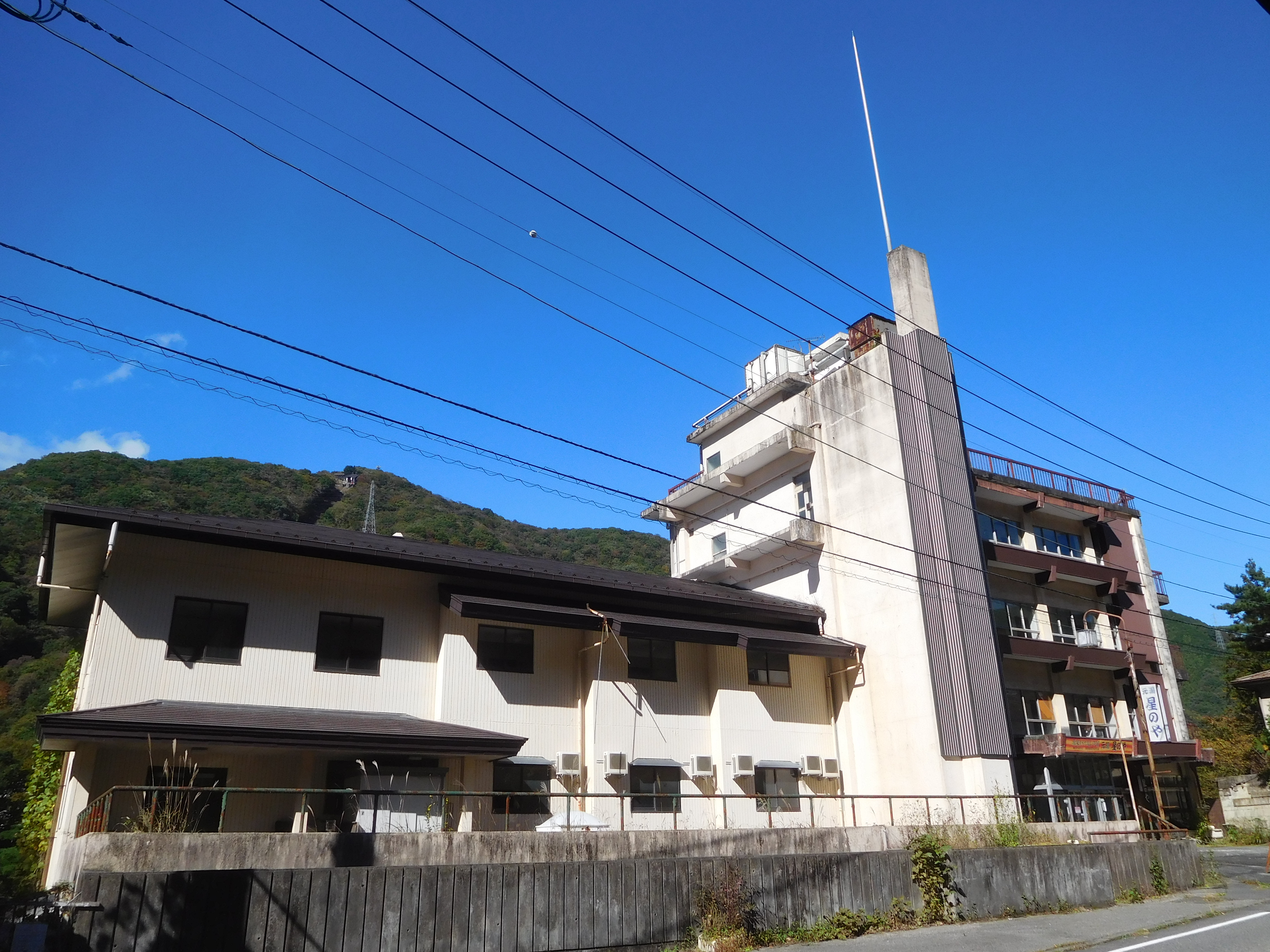
「元湯 星のや」

鬼怒川温泉の名士であった星堯が1942年（昭和17年）に創業した。
鬼怒川の流域内に「かっぱ風呂」を作り（かっぱ風呂は後に館内に移設）、別館や第二別館を増築した。なお、別館は本館部分の北側に位置し、第二別館は本館・別館から離れた鬼怒川公園駅前にあり、末期は「ホテル キャトルセゾン」と名乗り、現在では改装して分譲マンションとなっている。
団体客を迎えることに特化した収益構造とバブル期に行った巨額投資や放漫経営がたたり、30億円の負債を抱え1999年（平成11年）に経営破綻。鬼怒川温泉では最初に廃業したホテルである。倒産直後は行方不明になった経営陣に代わり、従業員が自転車操業状態で運営を行っていた。その後同年6月から2005年までは厳密には休業扱いであった。建物も「元湯 星のや」により管理されていたが、星のやも2010年に閉館し、その後は放置されている。

## 廃業後
ホテル廃業後、2012年1月に放送されたテレビアニメ『未来日記』第13話で、当ホテルの外観が忠実に描写された。2019年5月には、隣接する鬼怒川第一ホテルと合わせて、「巨大廃墟群」として「羽鳥慎一モーニングショー」（テレビ朝日系列）、「情報ライブ ミヤネ屋」（日本テレビ系列）、「直撃LIVE グッディ!」（フジテレビ系列）で相次いで取り上げられた。これらの報道によると、放送当時、かっぱ風呂には営業していた頃に使われた風呂桶や椅子がそのまま残っていた。2019年時点では、かっぱの絵が描かれた看板が残っていた。
解体できない理由としては、巨額の解体費用がかかること、所有者が行方不明であること、施設の下に位置する源泉や国道への影響が考えられること等が挙げられている。解体費用は6億円と見積もられている。
隣接する鬼怒川第一ホテル、鬼怒川観光ホテル東館も相次いで廃業し、廃墟化しており、あさやホテルや鬼怒川温泉ホテルをはじめとした鬼怒川を挟んで対岸にて営業中のホテルの客室から見える状態となっている。
2021年度より、日光市と宇都宮大学地域デザイン科学部建築都市デザイン学科が連携して、建物の解体等に関する共同研究を開始することとなった。しかしながら、複雑な権利関係や所有者の所在不明などから解体は困難な状況であるため、施設への不法侵入防止策を主眼に検討することとなり、2021年12月24日には日光市などにより、一帯の廃ホテル3軒に対して初めて立ち入り調査が実施され、危険箇所の確認がおこなわれた。
2022年3月には、調査対象となっていた3棟のホテルに対し、不法侵入を防止するための開口部の封鎖等の応急対策が行われた。